# 弗拉迪米尔·亚里
弗拉迪米尔·亚里（捷克語：Vladimír Jarý，1947年1月2日—），捷克男子手球运动员。他曾代表捷克斯洛伐克国家队参加1972年和1976年夏季奥林匹克运动会手球比赛，其中1972年奥运会获得一枚银牌。